# Thịt nướng hun khói

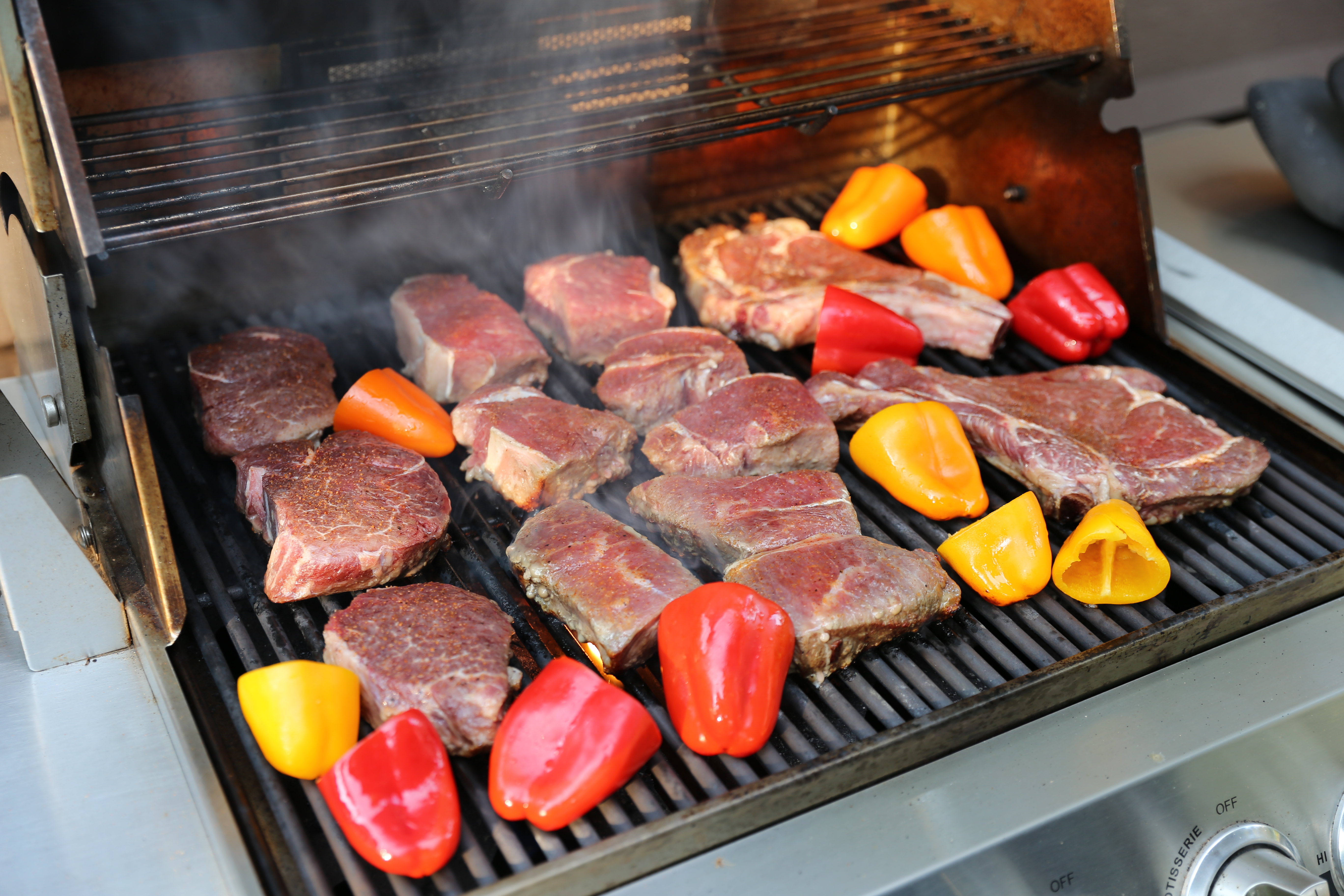
Thịt nướng trên vỉ nướng ngoài trời.

Thịt nướng hun khói (Barbecue, đọc âm tiếng Việt là Ba-bê-kiu, viết tắt là BBQ) hay thịt nướng vỉ (tên gọi không chính thức, hay BBQ; ở Úc là barbie, ở Nam Phi là braai) là một phương pháp nấu ăn, một thiết bị nướng, một kiểu thức ăn và tên cho một bữa ăn hay tụ tập mà tại đó nấu và phục vụ phong cách đồ ăn này. Một món nướng có thể đề cập đến chính phương pháp nấu ăn, thịt được chế biến theo cách này hoặc tham dự các sự kiện xã hội có kiểu nấu ăn này. Thịt nướng thường được thực hiện ngoài trời bằng cách hun khói thịt trên gỗ hoặc than củi. Tại nhà hàng có thể được chế biến trong lò lớn bằng gạch hoặc kim loại được thiết kế đặc biệt. Thịt nướng được thực hiện ở nhiều quốc gia và có rất nhiều biến tấu của từng khu vực, địa phương.

## Tổng quan

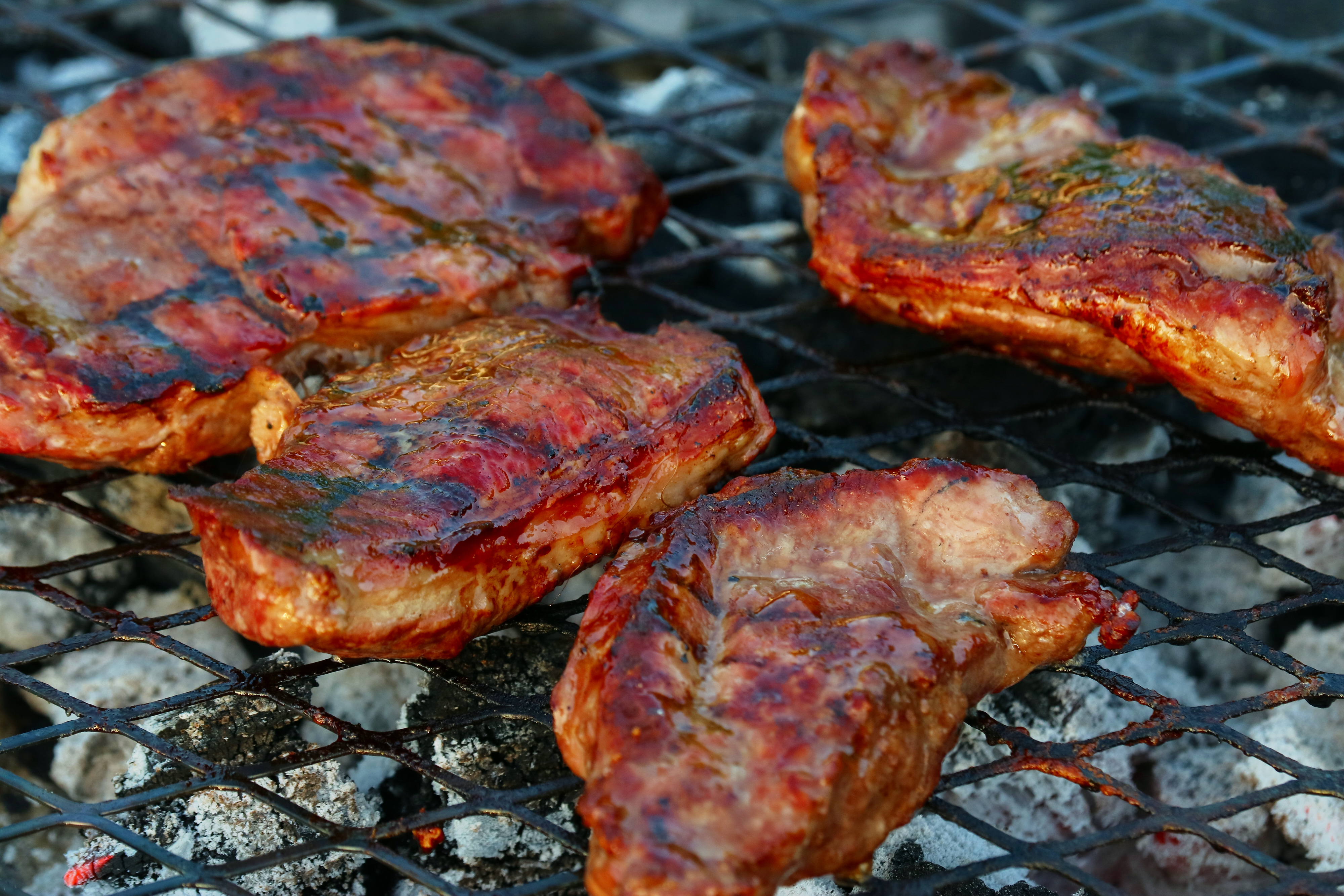
Thịt cừu nướng hun khói

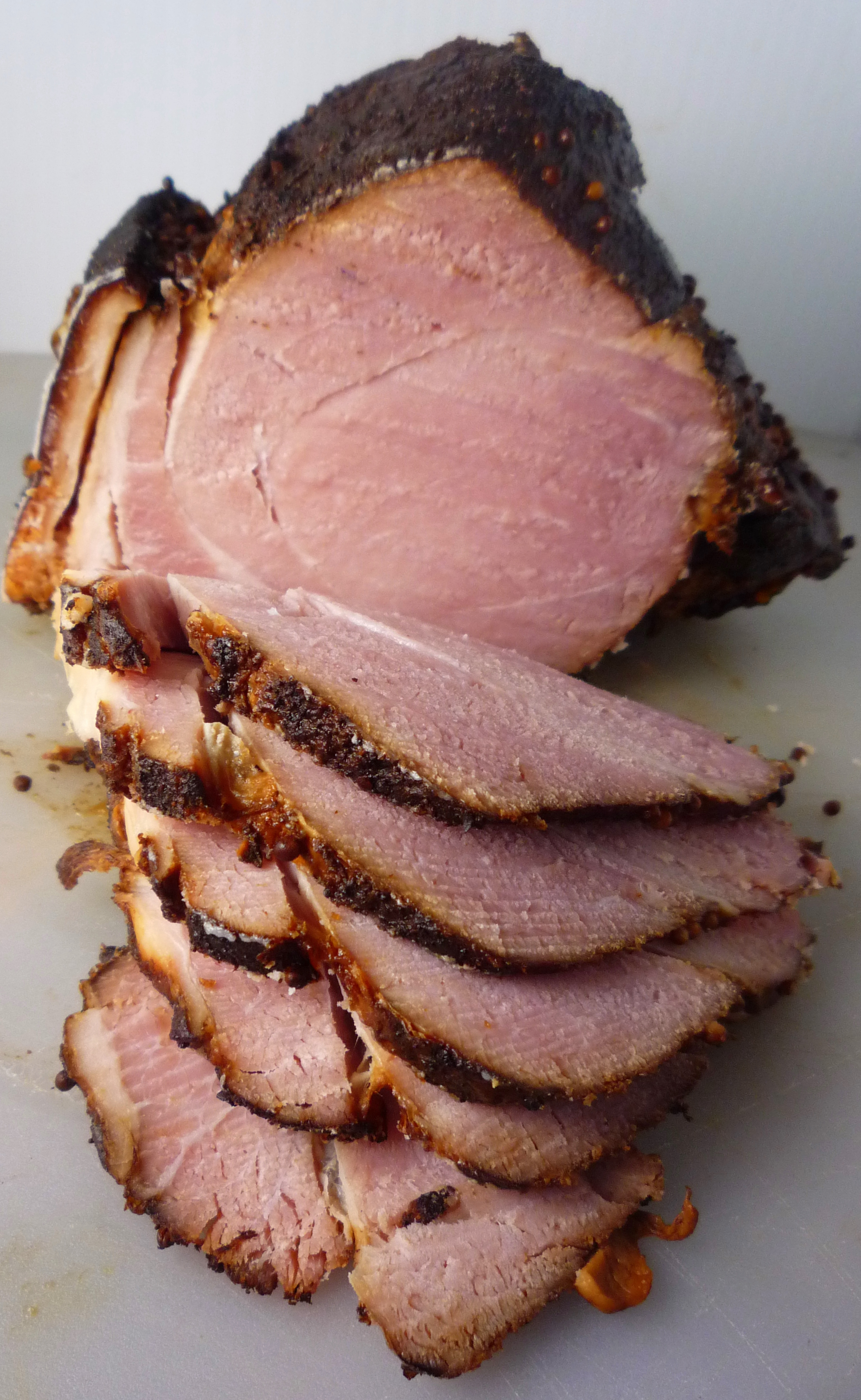
BBQ cắt lát

Barbecue chỉ về món thịt nướng trên than hồng, thịt để nướng chủ yếu là thịt heo, thịt bò, thịt bê, thịt gà, thịt cừu... quay hay nướng theo miếng hoặc nguyên con và đặt trong mối liên hệ của một bữa tiệc liên hoan ngoài trời với đông người tham dự, thường là liên hoan trong lúc đi cắm trại ngoài trời.
Kiểu tiệc BBQ từ lâu được nhiều nước trên thế giới như Anh, Mỹ, Úc, New Zealand, các nước ở Nam Phi, Nam Mỹ... ưa chuộng. Sau này, BBQ lan rộng sang châu Á, trong đó có Việt Nam, với các kiểu món ăn nướng. Ở Úc có nghĩa là buổi họp mặt sinh hoạt ngoài trời, trong đó có món ăn chính là món thịt nướng. Món thịt nướng được gọi là thịt barbecue, lò nướng được gọi là lò barbecue. Thịt thường dùng để nướng là thịt cừu.

## Ở Úc
Người Úc thường rủ bạn bè ra công viên để ăn barbecue. Hầu hết các công viên tại đây thường có các lò barbecue được cho sử dụng miễn phí, đi kèm bàn ghế, nhà tránh nắng mưa, nhà vệ sinh, vòi nước để rửa thức ăn. Người Úc thường sử dụng thịt cừu cho món barbecue, khi chế biến thường không ướp thịt khi nướng trên lò barbecue. Họ đổ dầu ăn, sắp những miếng thịt trên mặt lò, rưới lên thịt một lớp muối, bỏ vào một ít hành tây được cắt thành lát rồi chờ nó chín.

## Ở Mỹ
Ở Mỹ thường sử dụng rất nhiều thịt hun khói cho các bữa ăn cuối tuần, hoặc các bữa ăn đi dã ngoại. Đây là một thói quen ẩm thực của người Mỹ, nó tồn tại từ rất lâu và hiện nay là một phần không thể thiếu trong các bữa tiệc. Đặc biệt là món BBQ được người dân nơi đây rất ưa chuộng. Người Mỹ thường sử dụng một lò nướng đặc chủng để chế biến món thịt hun khói này. Và một trong các loại lò nướng được sử dụng nhiều nhất đó là masterrbuilt.

## Nam Mỹ
Người Chile và Argentina thường ăn món asado (thịt cừu xiên nướng) vào các dịp lễ hội đặc biệt cùng với bạn bè, gia đình. Họ quây quần bên bếp củi vừa ăn thịt uống rượu, vừa trò chuyện, nghe nhạc. Đây là đặc sản thịt cừu nướng trứ danh ở Nam Mỹ. Đặc sản thịt cừu nướng trứ danh ở Patagonia còn gọi là asado, được đánh giá là món thịt cừu ngon nhất khi nướng trên xiên sắt. Món ăn có nguồn gốc từ khi cừu vẫn là nguồn thực phẩm chính của những cao bồi Argentina và Chile. Thời điểm đó chăn nuôi gia súc và làm nông còn phổ biến. Ngày nay, asado thường có mặt trong các sự kiện đặc biệt hoặc sau ngày làm việc như rodeo, senalada (các ngày lễ động vật), dịp xén lông cừu esquila hoặc kỷ niệm ngày độc lập của đất nước.
Loại thịt để nấu asado là thịt cừu vì dễ chế biến và độ dai vừa phải. Con cừu được làm sạch, mổ lấy hết nội tạng rồi xiên nguyên phần thịt với xương sườn, và 4 chân qua xiên sắt trước khi đặt lên bếp lửa. Phương pháp nấu này giúp nước thịt và mỡ chảy ra. Ở Chile, người dân dùng gỗ sồi antarctic beech làm củi nướng thịt cừu trong khoảng 3 giờ liên tục và bếp phải đảm bảo thịt chín đều từ các phía. Bí quyết để làm asado ngon là trong lúc nấu, đầu bếp phải giữ độ ẩm cho thịt bằng salmuera gồm hỗn hợp gồm nước ấm, muối, vài nhánh tỏi. Ngoài ra, món thịt cừu nướng cần thêm cả pebre, một loại gia vị của người Chile làm từ hành, cà chua, tỏi, rau mùi, ớt, dầu olive và rượu vang đỏ.
Theo truyền thống, mọi người ăn thịt cừu nướng không cần dùng đĩa. Những người đàn ông sẽ dùng dao cắt từng miếng thịt tách ra khỏi xương. Thịt cừu vàng ruộm, giòn rụm bên ngoài và mềm ẩm vừa đủ bên trong trông rất hấp dẫn. Đồ uống đi kèm là rượu đựng trong túi da được chuyền qua tay từng người, khi đã ăn xong tất cả cùng sử dụng chung khăn lau. Lớp vỏ giòn vàng và thịt bên trong béo ngậy hấp dẫn của món asado.

## Brasil
Tại miền nam Brasil vào các chủ nhật, dân địa phương thường rủ nhau đi ăn thịt nướng. Đây cũng là nơi mà churrasco (từ tiếng Bồ Đào Nha để chỉ món thịt nướng) nổi tiếng và được ưa thích, khói than nướng cuộn trong không khí, mùi của thịt bò, thịt heo trên bếp nướng bay thoang thoảng qua các cửa sổ. Nguồn gốc của món churrasco có từ những năm 1800, khi còn là món ăn của người chăn bò Nam Mỹ làm việc trong các nông trại nằm ở bang Rio Grande do Sul, phía nam Brasil.
Thịt bò là nguyên liệu duy nhất luôn sẵn có và những người chăn bò này lại thường đi từ nơi này tới nơi khác, khiến việc chế biến thịt bằng cách nướng nóng trở nên phổ biến hơn. Barbecue (nướng thịt ngoài trời) của người Brasil ra đời từ đó. Văn hóa của người chăn bò vẫn được gìn giữ ở vùng phía nam Brasil, cụm từ churrasco đã trở thành nét đặc trưng để phân biệt với những người bản địa hiện nay ở Rio Grande do Sul. Điều làm cho Churrasco ở Rio Grande do Sul trở thành món ngon trứ danh chính là chất lượng của thịt bò, là loại bò Angus đen, lấy giống từ một loài bò Anh, chỉ chọn những con non, thường xuyên liên lạc với các chủ trại nuôi để biết được tình trạng của các con bò.
Kể cả trong những căn hộ bình dân nhất cũng có bếp trang bị churrasqueira là lò nướng có nền gạch được bỏ đầy than ở đáy, và các que xiên thịt đặt bên trên. Ở Rio Grande do Sul, ăn thịt là một phần không thể thiếu. Và với món churrasco, cách chế biến không thể đơn giản hơn, chỉ cần muối để ướp và than hồng để nướng, các xiên thịt liên tục được cho vào lò nướng. Trong khi đó, những người Uruguay mới có thể mở nhà hàng phục vụ parilla (phiên bản churrasco của họ, thịt được làm chín bằng củi gỗ). Các bàn ở Barranco đều được thiết kế cho các gia đình, nhóm khách lớn, không gian luôn rộng mở mang đến cảm giác thoải mái. Một bữa ăn thịt nướng thường bắt đầu bằng món bánh polenta và một cốc bia Brahma lạnh. Sau đó mới tới các món chế biến từ churrasco như sườn Costela.

## Xem khác
- Asado